# Ирска републиканска армија
Ирска републиканска армија (ИРА) су паравојни покрети у Ирској у 20. и 21. веку посвећени ирском републиканизму, веровању да би сва Ирска требало да буде независна република од британске владавине и слободна да формира сопствену владу.  Првобитна ирска републиканска армија формирана је 1917. од оних ирских волонтера који се нису уписали у британску војску током Првог свјетског рата, припадници ирске грађанске војске и други.  Ираца раније у британској војсци вратио у Ирску и борио у ирском рата за независност. Током ирског рата за независност, то је била војска Ирске републике, коју је 1919. године прогласио Даил Еиреанн. Неки Ирци оспоравају тврдње недавно створених организација које инсистирају на томе да су оне једини легитимни потомци оригиналне ИРА, често назване „Стара ИРА”. Драмски писац и бивши члан ИРА-е Брендан Бехан једном је рекао да је прво питање на дневном реду било које ирске организације „подела”.  За ИРА је то често био случај. Прва подјела уследила је након англо-ирског уговора 1921. године, а присталице Уговора формирале су нуклеус Националне армије новоосноване Ирске слободне државе, док су антиратне снаге наставиле користити име „Ирска републиканска армија”. Након завршетка Ирског грађанског рата (1922—1923), ИРА је била у таквом или оном облику четрдесет година, када се поделила на Коначну ИРА и Привремену ИРА 1969. Писмо је тад имало своје раздвајање, названо Права ИРА и ИРА континуитета, сваки тврди да је прави наследник Војске Ирске Републике.